# Skärmmössa m/1939

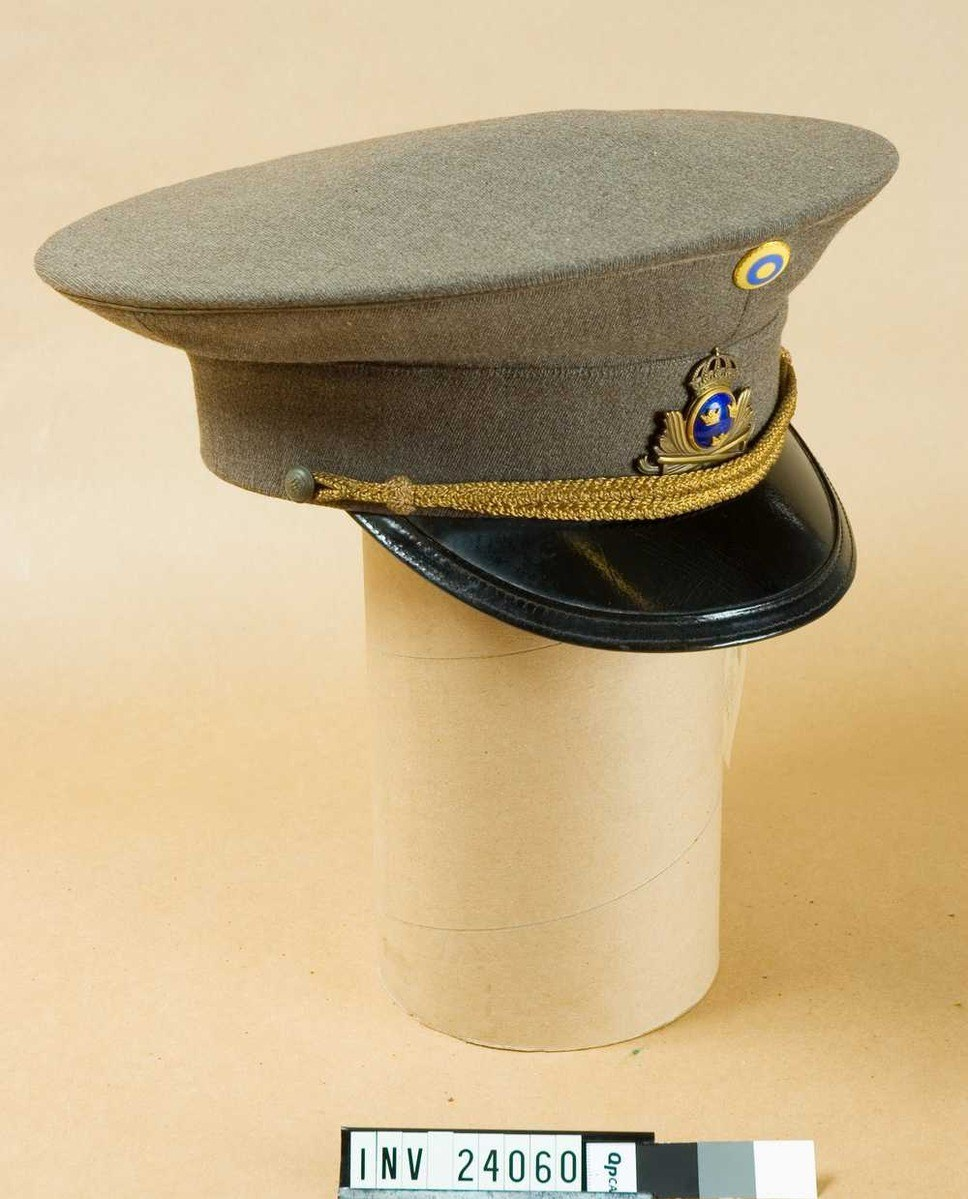
Skärmmössa m/39 för major och överstelöjtnant vid kungliga Södermanlands pansarregemente P3 (1942-1957)
(Ur armémuseums samlingar)

Skärmmössa m/1939 var en skärmmössa som användes inom svenska krigsmakten.

## Utseende
Denna skärmmössa är av gråbrungrönt diagonal ylletyg, mösskullens kant försedd med passpoal i bronsfärg för högre grad än sergeant. Svartlackerad skärm, insidan fodrad med rayonsiden. I kullen ett mellanlägg av s.k skräddarvadd. Mössan har en svettrem av läder. Mössan är försedd med mössmärke m/39 i brons, blå emaljerad knapp m/1865 med tre kronor, för officerare. Mössmärke m/39 i brons, brons knapp m/ä med tre kronor, för underofficerare. Skärmmössan fastställdes 4/4 1941, från den tidpunkten bars en metallkokard m/39 ovanför mössmärket m/39. Metallkokarden m/39 byttes ut 1942 till nationalitetsmärke m/41, fastställdes 30/12 1941. Mössan är försedd med en mössrem m/39 och två små m/39 brons knappar för mössremmens fästande. Knapparna visade vilken tillhörighet personen hade, endast för officerare och underofficerare. Istället för mössmärke m/39 bar underbefälen, överfurir (graden tillkom 1942-44) och furir en stor knapp m/39. Före nationalitetsmärket m/41 bar furirerna kompanimärke m/37 utan siffer- eller bokstavsbeteckning, ovanför m/39 knappen. Mössrem m/39 var för överfurirer och furirer en lackerad svart läderrem som fästes med två små m/39 knappar. För underofficerare, flätad bred träns i svart silke, kompaniofficerare en bronsfärgad tunn snodd. För regementsofficerare och generalspersoner bred flätad träns, även den bronsfärgad. Det ingick en Skärmbeteckning m/39 form av en eklövskrans för generalspersoner och en slät, smal lagerkrans för överste, båda i bronsfärg.
Efter andra världskriget, 1946 års reglemente bar furirer och överfurirer flätad bred träns i svart silke. 1957 tillkom en ny grad i underbefälskåren, rustmästare som kom att nyttja underbefälens skärmmössa m/39 i lika utförande. Underofficerare fick bronsfärgad tunn snodd lika som kompaniofficerare. Sergeanterna fick också den bronsfärgade passpoalen på skärmmössan. Regementsofficerare och generalspersoner behöll den bronsfärgade breda flätade tränset, även under 1946 års reglemente.

## Användning
Denna skärmmössa ingick i arméns uniform m/1939. Kom också att användas av hemvärnet från 1943, då med en påsydd blå passpoal runt mösskullen samt en blå mössrem. Mössan utrustades också med ett speciellt hemvärnsmärke frampå. Användandet av denna uniformsmodell upphörde 1/4 1970. 

## Varianter

### Skärmmössa m/1939-1952
Skärmmössa m/1939-1952 är en skärmmössa m/39 där man har bytt ut, mössmärke m/39, stor knapp m/39 mot mössmärke m/52. Mössremmarna har fått en matt gyllene färg, utom för rustmästare, överfurirer och furirer som behåller sin svarta färg. Dom små knapparna på skärmmössan har också fått en matt guld beläggning. Man har också tagit bort nationalitetsmärket m/41 från skärmmössan. Skärmmössan m/39 har anpassats till reglerna för Skärmmössa m/1952, för att kunna användas till Uniform m/1952.